# Філоненко Максим Валерійович
Макси́м Вале́рійович Філо́ненко (12 квітня 1977 — 5 вересня 2014) — солдат Збройних сил України, учасник російсько-української війни.

## Життєвий шлях
Народився 1977 року в селі Квітневе (Жовтневий район, Миколаївська область). Закінчив Квітнівську ЗОШ.
15 березня 2014 року добровольцем пішов захищати Батьківщину. Водій 79-ї окремої аеромобільної бригади.
Загинув під час виконання бойового завдання 5 вересня 2014 року поблизу смт Мирне Волноваського району.
Похований у селі Засілля Вітовського району Миколаївської області.
Залишилися батьки Марія Олександрівна й Валерій Іванович, молодший брат.

## Нагороди та вшанування
- За особисту мужність і героїзм, виявлені у захисті державного суверенітету та територіальної цілісності України, вірність військовій присязі під час російсько-української війни, відзначений — нагороджений 15 травня 2015 року орденом «За мужність» III ступеня (посмертно)[1].
- У Мирненській ЗОШ відкрито меморіальну дошку випускнику Максиму Філоненку[2].
- Його портрет розміщений на меморіалі «Стіна пам'яті полеглих за Україну» в Києві: секція 4, ряд 3, місце 19
- Вшановується в меморіальному комплексі «Зала пам'яті», в щоденному ранковому церемоніалі 5 вересня[3]